# ロソッリ
ロソッリ(Rosolli)はフィンランドのサラダであり、特に伝統的なクリスマス料理として冷たい副菜として食べられる。

## 概要
ロソッリは、加熱して賽の目切りにした根菜、特にビーツ、ニンジン、ジャガイモから作る。ピクルスにしたキュウリ、生のタマネギ、リンゴ等も良く用いられる。酢漬けニシンやゆで卵を加えることもあり、この場合、メインコースの副菜というよりもスターター（アペタイザー）として食べられる。ホイップクリームのドレッシングやケルマヴィーリと呼ばれるサワークリームの製品に酢やビーツのピクルス液を混ぜてクリームピンク色にしたものがかけられることも良くある。
似た料理は、ネーデルラントからスカンジナビア半島、ロシアまでの北ヨーロッパじゅうにあり、特にロシアのビネグレットは非常によく似ている。

## 用語
ロセッリという言葉は、ロシア語で塩水を意味するrassolに由来するという説があるが、どのようにしてこの言葉がこの料理の名前となったのかははっきりしていない。フィンランド西部では、「赤いサラダ」を意味するpunainen salaattiや、恐らくスウェーデン語で「ニシンサラダ」を意味するsillsalladが語源のsinsalla等と呼ばれることもある。